# 杖術
杖術（じょうじゅつ）とは、杖を使った武術。以下では4尺（約120cm）前後の杖（じょう）と呼ばれる棒を用いる日本武術について解説する。
4尺前後の棒のことを杖と呼ぶようになったのは現代武道の杖道の普及による影響が大きいためで、実際は流派によって杖と呼ぶ長さは違い、江戸時代以前は1丈（10尺であるが、古くは7尺5寸）の長さの棒のことを杖と言う例も多く見られる（現代では3.3mから2.27m）。また特殊な物としては振り出し杖（乳切木）、弓杖（折れた弓の一部を鞭状に作り替えた物）などがある。

## 概要
技術としては棒術の一種もしくは異称である。捕り手役人が犯罪者を捕縛するための捕手術や自衛武器の技術として発展した。また身分階級の士農工商において脇差以上の帯刀を許されなかった農民や町人等の護身術としても行なわれた一面もあるが、捕り方道具としての棒の呼称を嫌った流派においては、敢えて棒術ではなく杖術と呼ぶ事があった。また純粋な棒術ではなく戦場で槍や薙刀が折れた場合の技術を伝承しているとの意を込めて槍折れ、薙刀折れの棒もしくは杖として伝わっている流派もある。それぞれに折れる前の武器の技術要素が含まれているケースもある。
神道夢想流杖術の技法の一部は、日本の警察で警杖術として採用され、全日本剣道連盟の杖道形として普及し、剣道の理合と融合した現代武道の杖道となった。
沖縄傳湖城流空手道の中には独自の杖術があり、杖の長さは1メートルから80センチと短めの物を使う。形は杖の形1、杖の形2、と独自の形がある。

## 流派
- 専門流派
  - 神道夢想流
  - 無比流（5尺5寸の杖を用いる）
  - 無比無敵流
  - 大円流
  - 体の杖（合気道師範の高閑者順（針すなお）が編み出した杖術）
- 杖術も含む流派
  - 今枝流
  - 今枝新流
  - 貫心流
  - 初実剣理方一流
  - 水鴎流
  - 専当一心流
  - 不遷流（元は北窓流柔術の杖術）
  - 卜伝流
  - 理方一流
  - 力信流
  - 柳生心眼流
  - 柳剛流（突杖と称する。本来は薙刀術や杖術も含む剣術流派）
  - 合気杖（合気道の杖術）
  - 新体道杖術（新体道に含まれる）
  - 湖城流（沖縄傳湖城空手道に独自の形.組手などが含まれる）

## 類似した武術
杖は普段携帯していても不自然ではないため、世界中に杖を用いる武術が存在する。特に男性がステッキを持ち歩く文化がある欧米では紳士の護身術として普及しており、護身用に補強されたステッキも販売されていた。また殺傷力を増すため先端部に小さなスパイクを取り付けた物や仕込み刀のように刃物が飛び出すブランディストックも存在した。
日本の杖術と区別するため「ステッキ術」「洋杖術」などと呼ばれる。
サバットにはステッキの持ち手部分で相手を引っかけたりサーベルのように使う「ラ・カン」が含まれており、競技化した「Canne de combat」も行われている。